# Patrick Manning

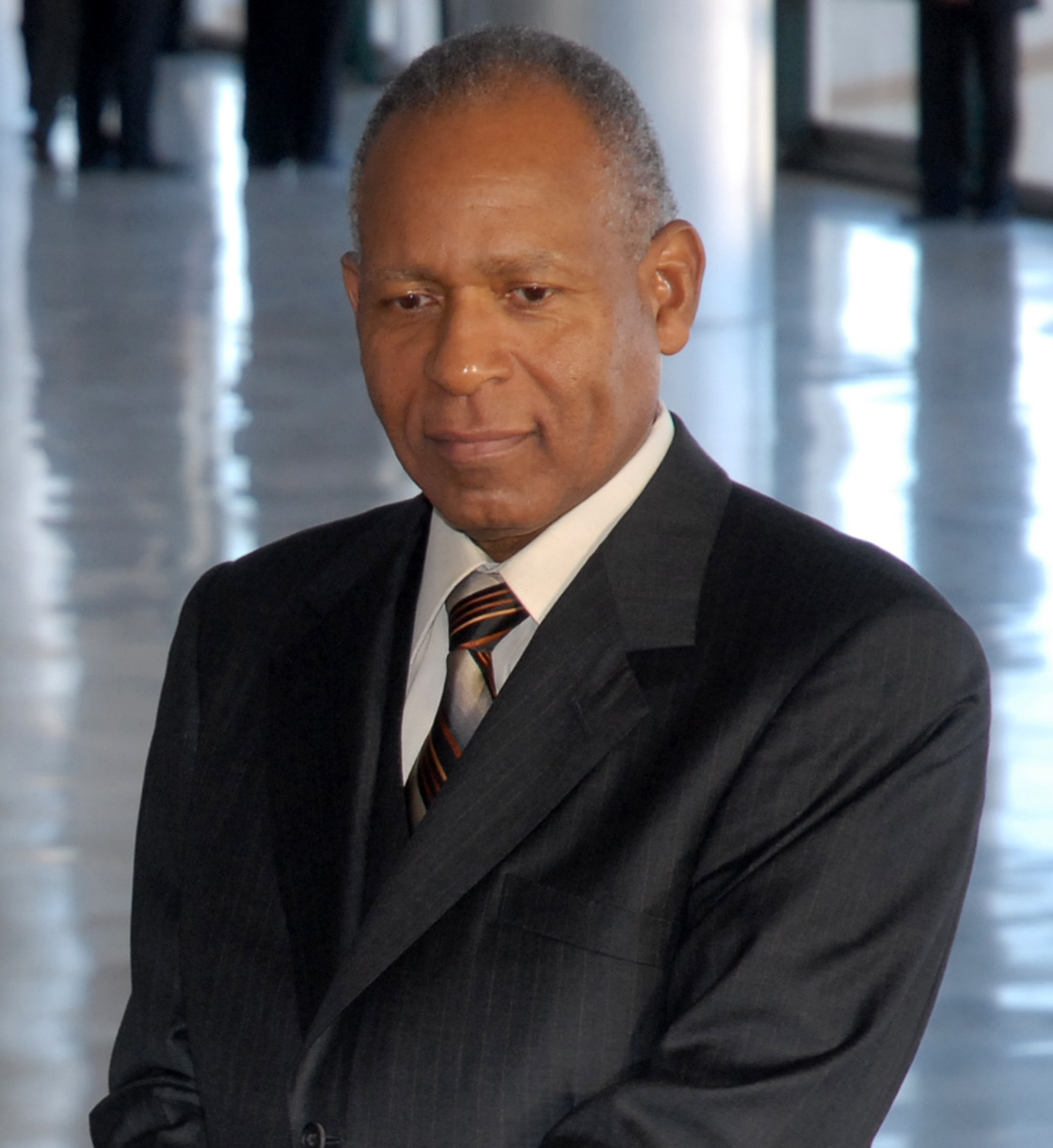
Patrick Manning in 2008

Patrick Augustus Mervyn Manning (San Fernando, 17 augustus 1946 – Port-au-Prince, 2 juli 2016) was een politicus uit Trinidad en Tobago. Hij was van 1991 tot 1995 en van 2002 tot 2010 minister-president van zijn land. 

## Loopbaan
Manning was van beroep geoloog en na zijn afstuderen van de University of the West Indies werkte hij voor Texaco in Trinidad, totdat hij in 1971 voor de eerste maal werd gekozen in het parlement van Trinidad en Tobago als lid van de People's National Movement (PNM) voor het district San Fernando East. Hij was onder meer minister van Energie in de regering van George Chambers totdat de PNM in 1986 de verkiezingen verloor.
Tussen 1991 en 1995 diende hij zijn eerste termijn als minister-president, na vier jaar leider van de oppositie te zijn geweest. Een meerderheid van slechts drie zetels (later verminderd tot één) en aantijgingen wegens corruptie door de oppositie en rijzende misdaadcijfers maakte zijn regeringstermijn moeizaam. De volgende twee verkiezingen zou de PNM verliezen en Manning werd wederom leider van de oppositie totdat, eerst in 2001, en toen in 2002 zijn partij weer winst boekte en hij opnieuw minister-president werd. Hij werd op 26 mei 2010 opgevolgd door Kamla Persad-Bissessar, de eerste vrouwelijke premier.
Patrick Manning overleed in 2016 op 69-jarige leeftijd aan acute myeloïde leukemie.